# چرویکاتی
چرویکاتی (به ایتالیایی: Cervicati) یک کومونه در ایتالیا است که در استان کزنتزا واقع شده‌است.

## خصوصیات
چرویکاتی ۱۲٫۰۹ کیلومترمربع مساحت و ۹۵۵ نفر جمعیت دارد و ۴۹۱ متر بالاتر از سطح دریا واقع شده‌است.